# Aeropetes tulbaghia
Aeropetes tulbaghia is een vlinder uit de onderfamilie Satyrinae van de familie Nymphalidae. De wetenschappelijke naam van de soort is, als Papilio tulbaghia, voor het eerst geldig gepubliceerd in 1764 door Carl Linnaeus en vernoemd naar zijn vriend Rijk Tulbagh, gouverneur van de Nederlandse Kaapkolonie van 1751 tot 1771.